# Кактусові
Кактусові (Cactaceae) — родина сукулентних рослин порядку гвоздикоцвітих (Caryophyllales). Поширені у пустелях. Кактуси вирощують як декоративні, зокрема кімнатні, та харчові рослини. Завдяки довгим кореням та товстим стеблам кактуси збирають вологу і здатні переживати тривалі посухи.

## Етимологія
Слово «кактус» походить від грец. Κακτος, яке в класичній грецькій мові використовували для позначення одного з видів реп'яху. Карл Лінней ввів це слово як назву роду Cactus в 1737 у своїй ранній роботі Hortus Cliffirtianus, швидше за все як скорочення від слова мелокактус, яке тоді широко використовували для позначення цих рослин. Сьогодні це слово в ботаніці використовують для позначення родини Cactaceae (Кактусові). 

## Походження
Кактуси — рослини Нового Світу, тобто походять з Південної і Північної Америки, а також островів Вест-Індії. Тільки один вид, Rhipsalis baccifera, природно трапляється також в Африці, на Мадагаскарі і Шрі-Ланці. Крім того, людина поширила деякі види кактусів — насамперед опунцієві — на всі континенти, крім Антарктиди. Вид Opuntia humifusa поширений у Середземномор'ї і трапляється на узбережжі Криму, а також на півдні Поволжя.

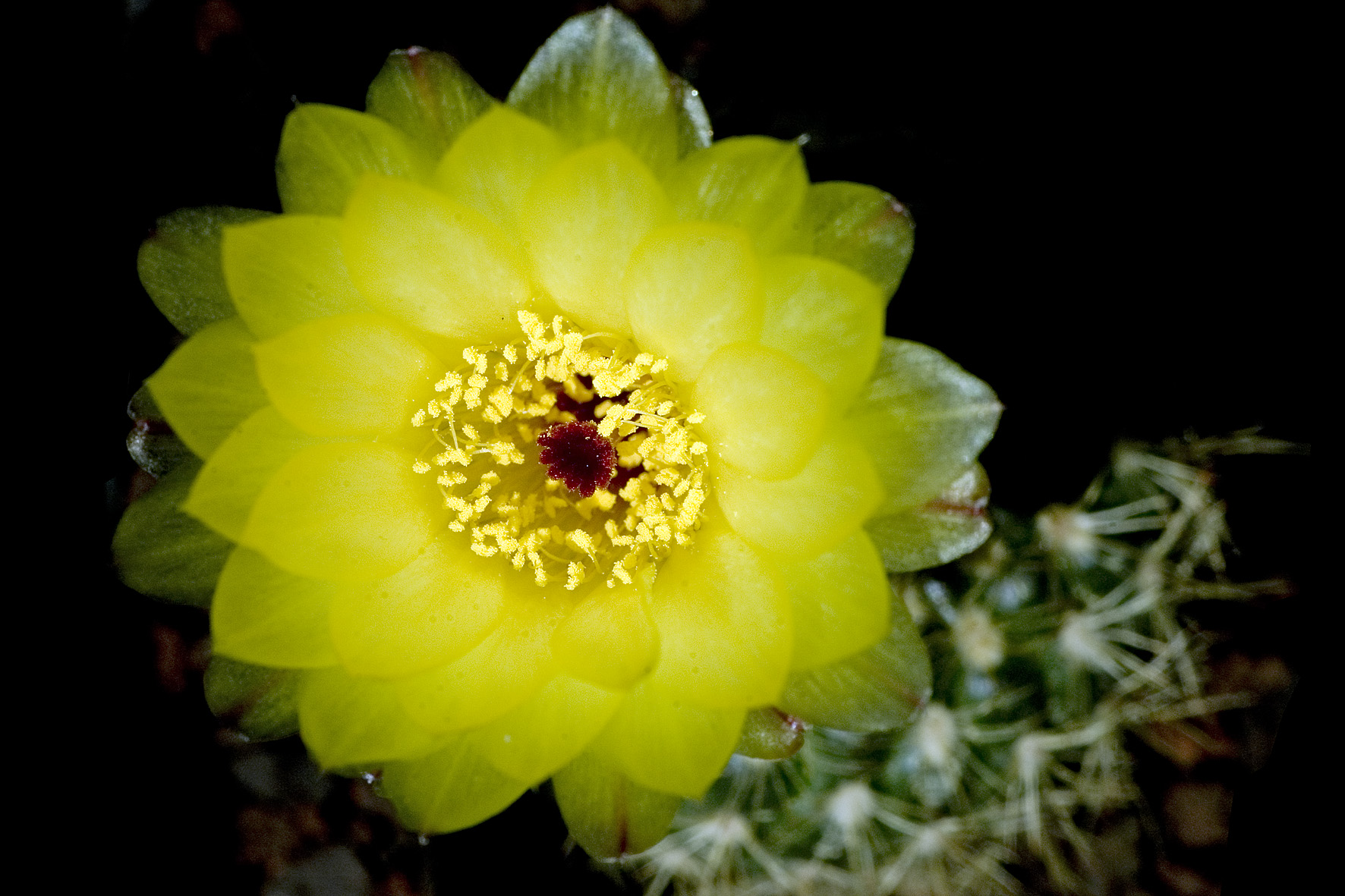
Parodia concinna — Parodia concinna var. aceguaensis

## Типові ознаки
Риса, що вирізняє кактуси з інших сукулентів, — спеціалізований орган, званий ареола (лат. areole). Це модифікована пазушна брунька з бруньковими лусочками, перетвореними на волоски та/або колючки. В ареолах колючки розміщені поодиноко чи групами, їхня функція — конденсація води з повітря, захист від сонячних опіків та поїдання тваринами, сприяння поширенню плодів і пагонів. У деяких кактусів є нектарні колючки, що виділяють солодкий сік. Іншою відмінною рисою кактусів є особлива будова квітки і плоду, коли істотна частина квітки та плоду є, по суті, тканиною стебла. Для всіх кактусів характерна нижня зав'язь, плід — ягода. Є ще близько десятка специфічних тільки для кактусів ознак, зокрема особливий, що не трапляється в інших рослин, пігмент квітки. Майже всі кактуси мають метаболізм кислот за типом товстолистих (CAM).
Квіти і плоди у деяких родів кактусів з'являються зі специфічного ворсистого, покритого густими щетинками утворення, що має назву цефалій.

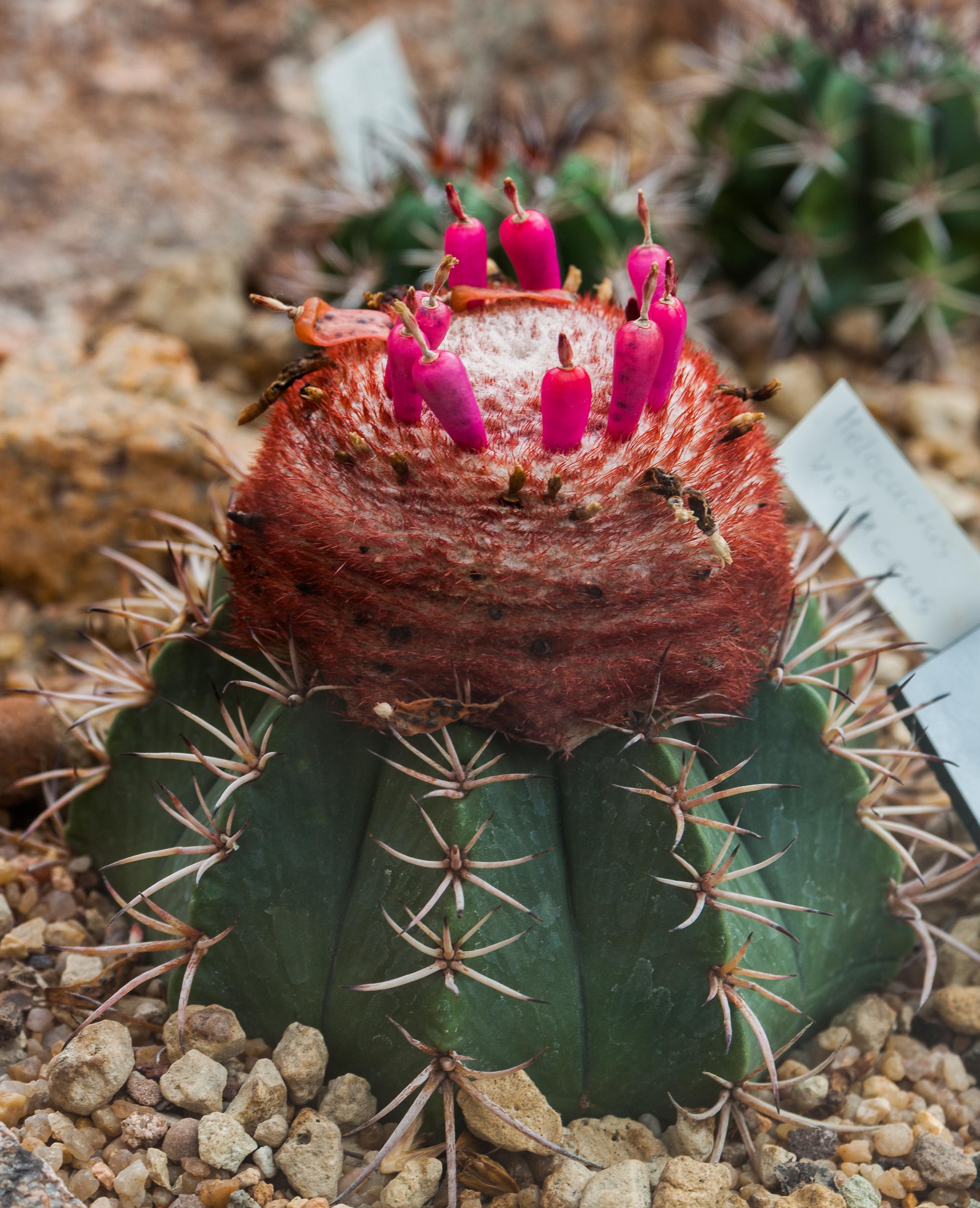
Плоди мелокактуса на цефалії

Кактуси бувають вельми різних форм і розмірів. Серед кактусів є кущі зі звичайними розвиненими листям — рід Pereskia — і невисокі листяні дерева — рід Pereskiopsis. Трапляються також різноманітні епіфітні рослини з тропічних лісів — роди Disocactus, Epiphyllum, Hatiora, Hilocereus, Selenicereus, Rhipsalis. Більшість же кактусів — ксерофітні рослини, пристосовані до тривалих посушливих періодів, поширені у різних типах екосистем — в прибережних зонах, саванах, посушливих лісах, напівпустелях і пустелях, горах і альпійських луках, на висоті від 0 до 4 000 метрів над рівнем моря і від Патагонії на півдні до півдня Канади на півночі. Серед них трапляються багатометрові колоноподібні гіганти (найвищий вид — Pachycereus pringlei, до 19.2 м) або розгалужені «канделябри» вагою в кілька тонн, рослини, що утворюють невисокі колючі зарості, ліани, крихітні кулясті рослини — не перевищують у дорослому стані 1,5-2 см в діаметрі, сланкі по землі колючі батоги (Stenocereus eruca) чи рослини, що майже повністю складаються з потовщеного кореня і майже повністю сховані під землею.

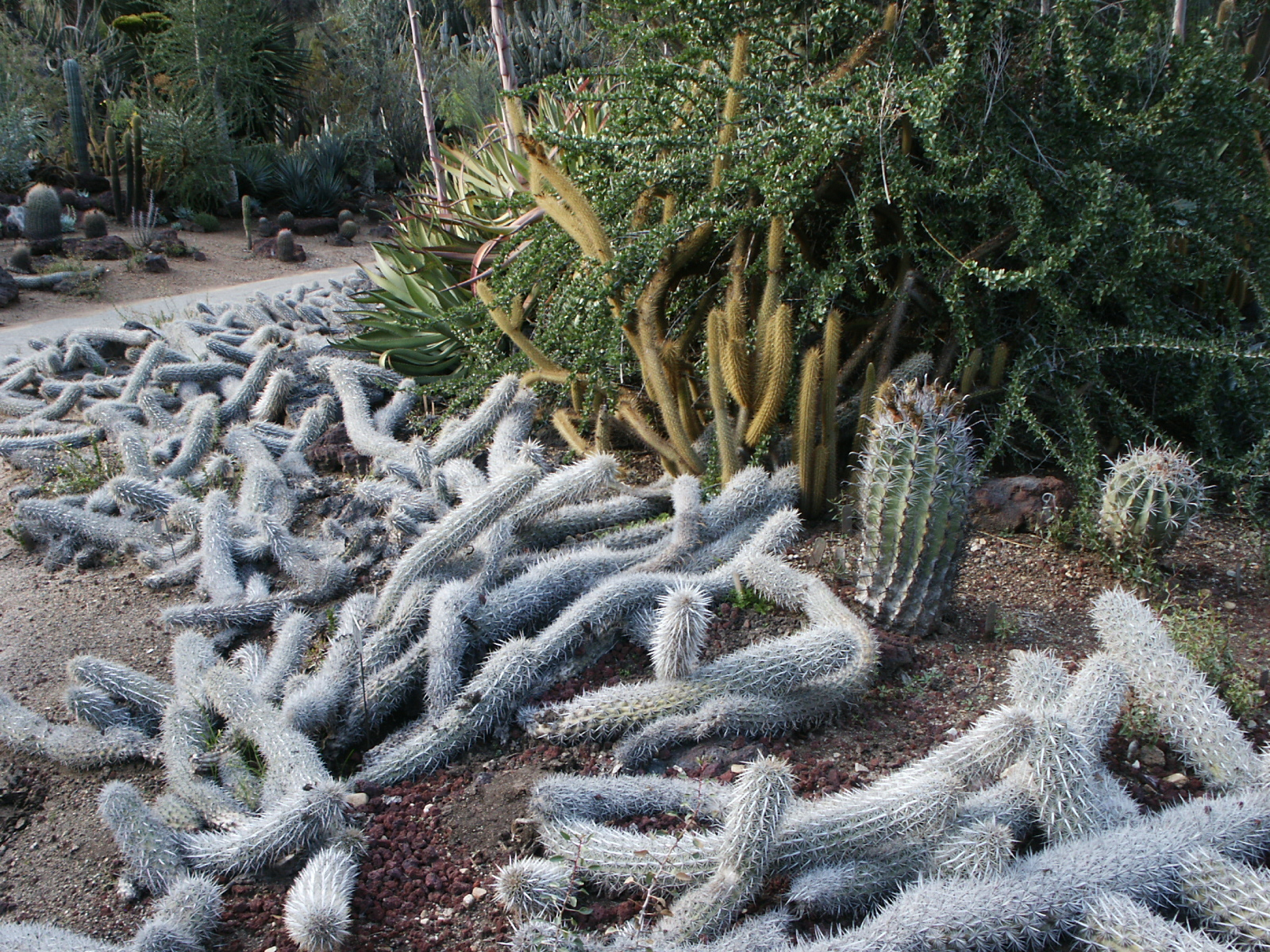
Stenocereus eruca

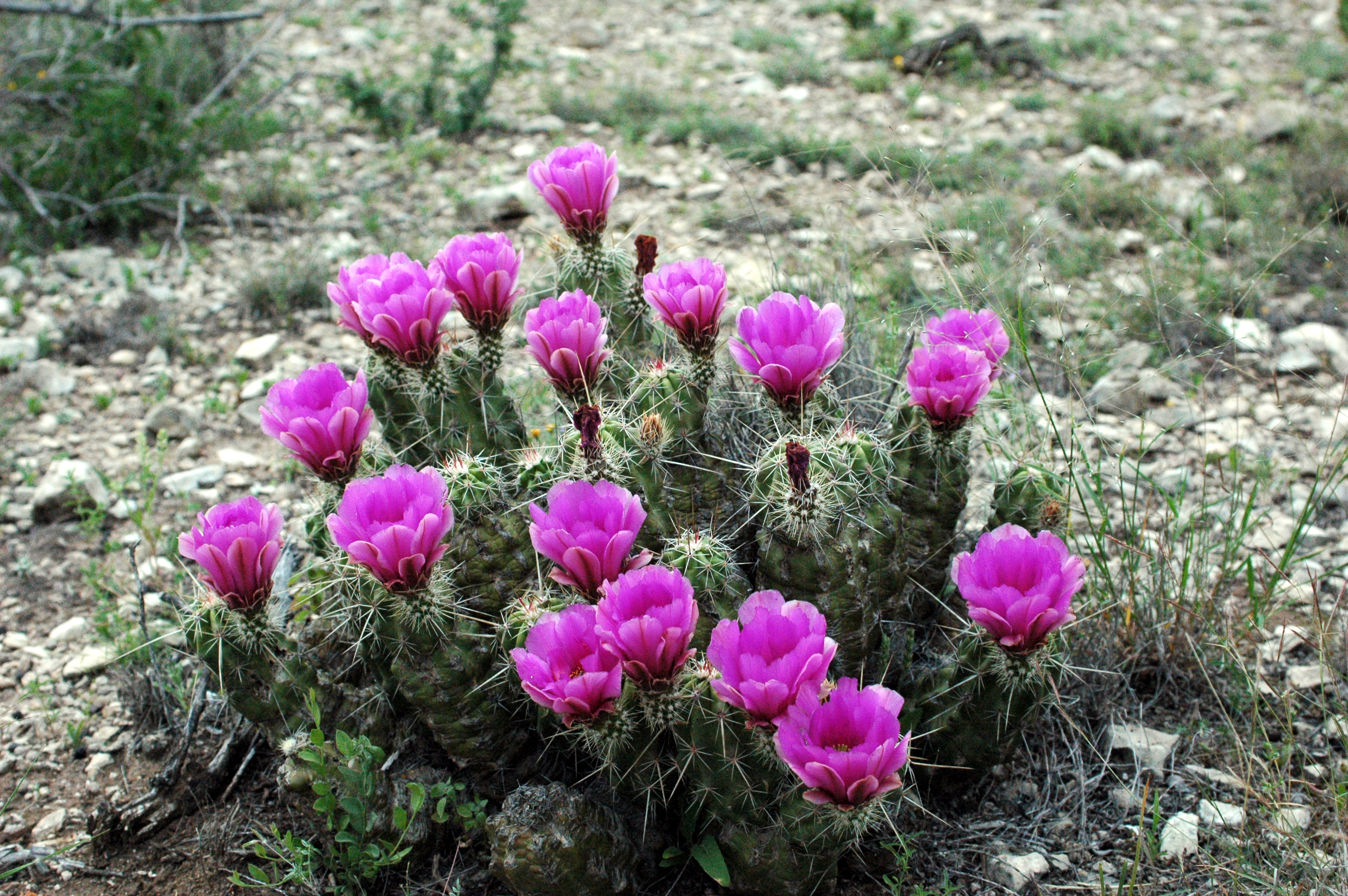
Echinocereus triglochidiatus

Вважають, що кактуси виділились еволюційно близько 30-40 млн років тому, коли Південна Америка і Африка були вже значно віддалені одна від одної тектонічними процесами, але Північна Америка ще не була з'єднана з Південною. Хоча викопних решток кактусів на сьогодні не знайдено, припускають, що виникли вони в Південній Америці і відносно недавно — 5-10 мільйонів років тому — поширилися на північний континент.

## Pereskioideae

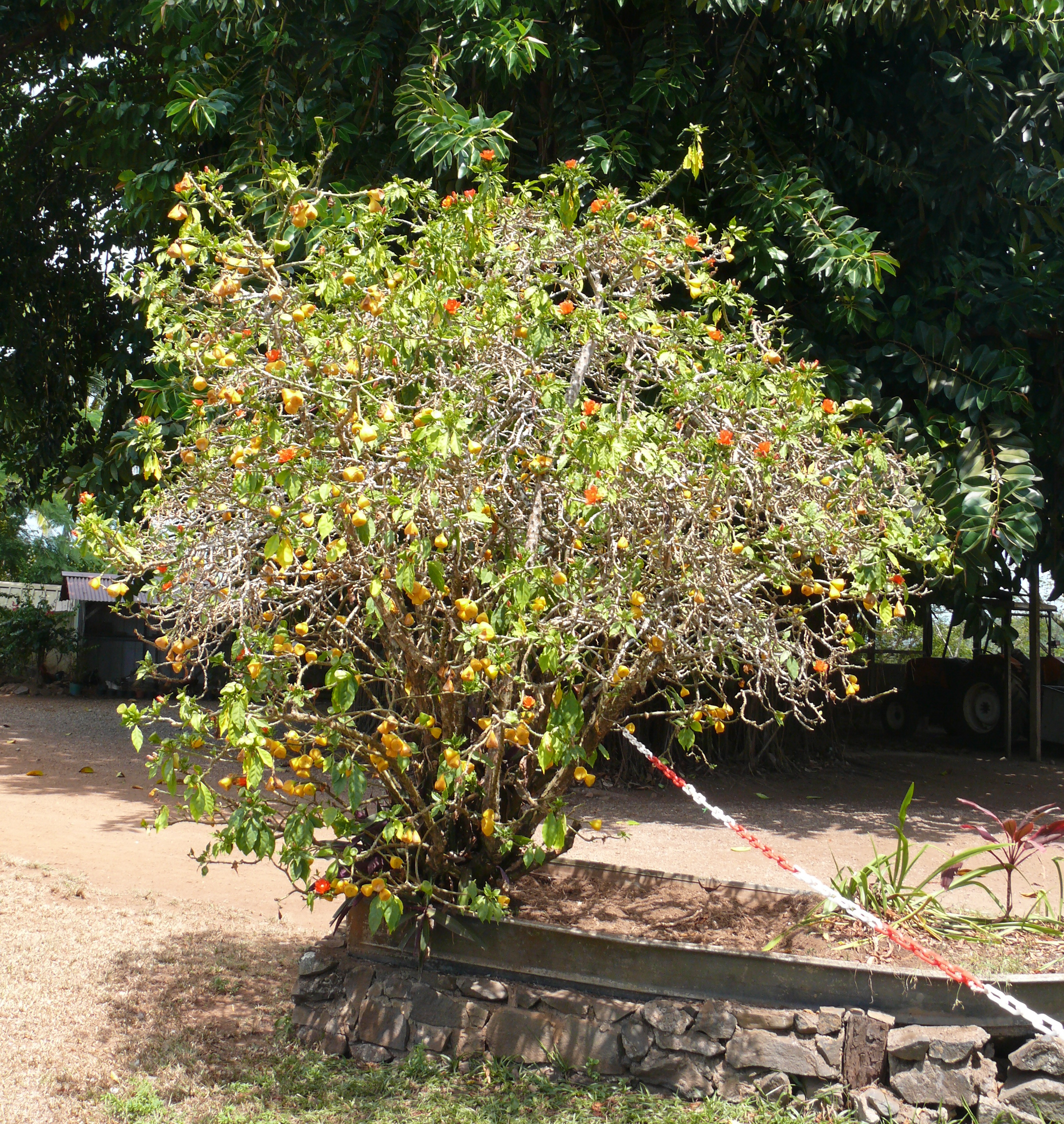
Pereskia bleo

Охоплює один рід чагарників з повноцінним листям і несукулентними стеблами. Цей рід вважають еволюційною ланкою, що з'єднує кактуси з листяними рослинами.

### Opuntioideae

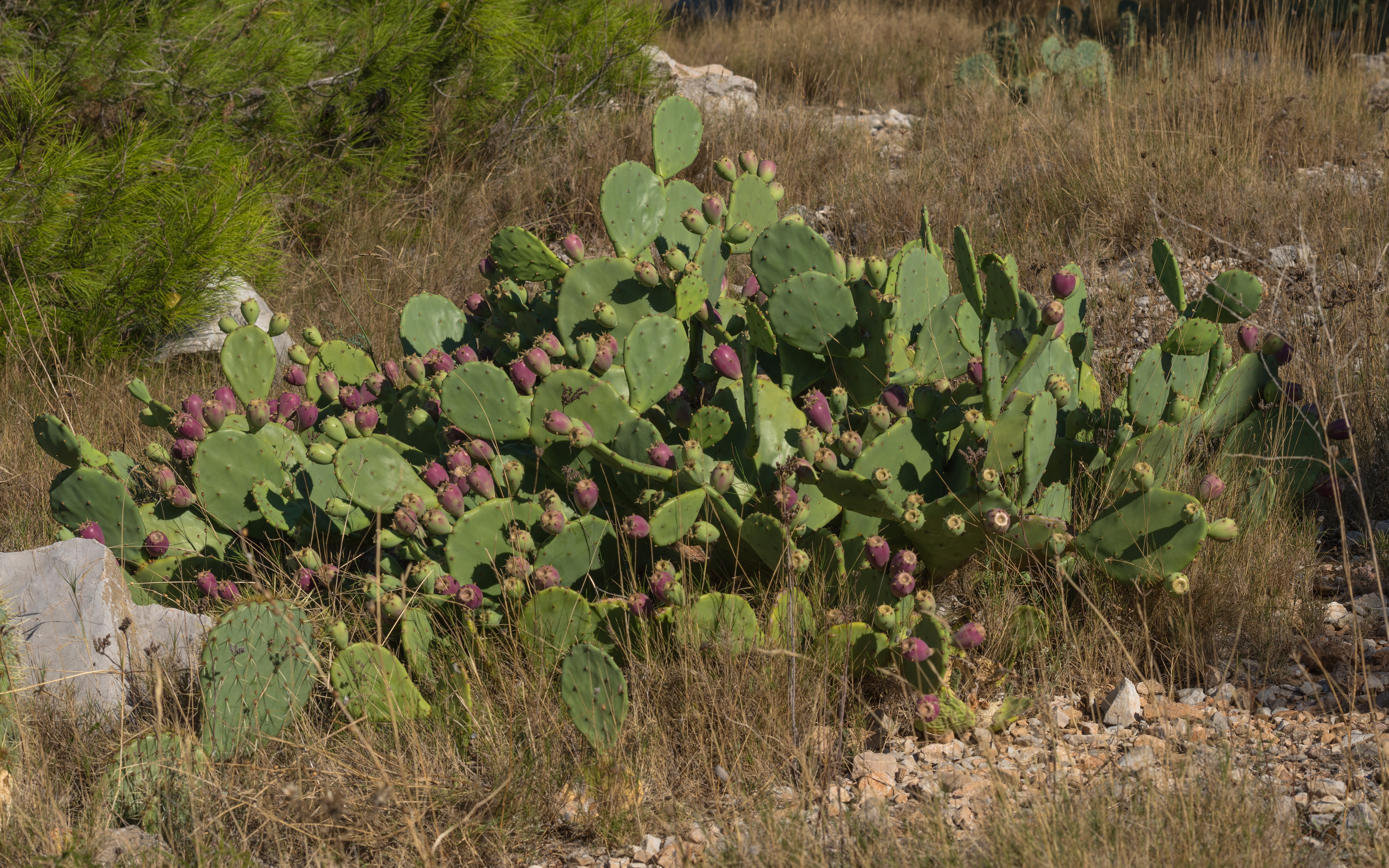
Opuntia stricta

Об'єднує рослини, що відрізняються добре помітним редукованим листям, завжди наявним у молодих пагонів, сукулентними стеблами і особливим типом шипів — «глохідіями». Глохідії — це дрібні, тендітні колючки, дуже гострі і жорсткі, забезпечені пилчастими щербинами по всій довжині і ростуть у великих кількостях пучками навколо ареол. Потрапляючи в травний тракт тварин, глохідії викликають сильне подразнення, тим самим захищаючи рослини від поїдання. Незважаючи на значне розмаїття форм і розмірів, всі рослини цієї підродини мають дуже схожі за формою квітки і будовою насіння. Сходи мають явно виражені сім'ядолі. Стебла зазвичай мають явно виражену сегментну будову.                                                                                                                                                    Maihuenioideae

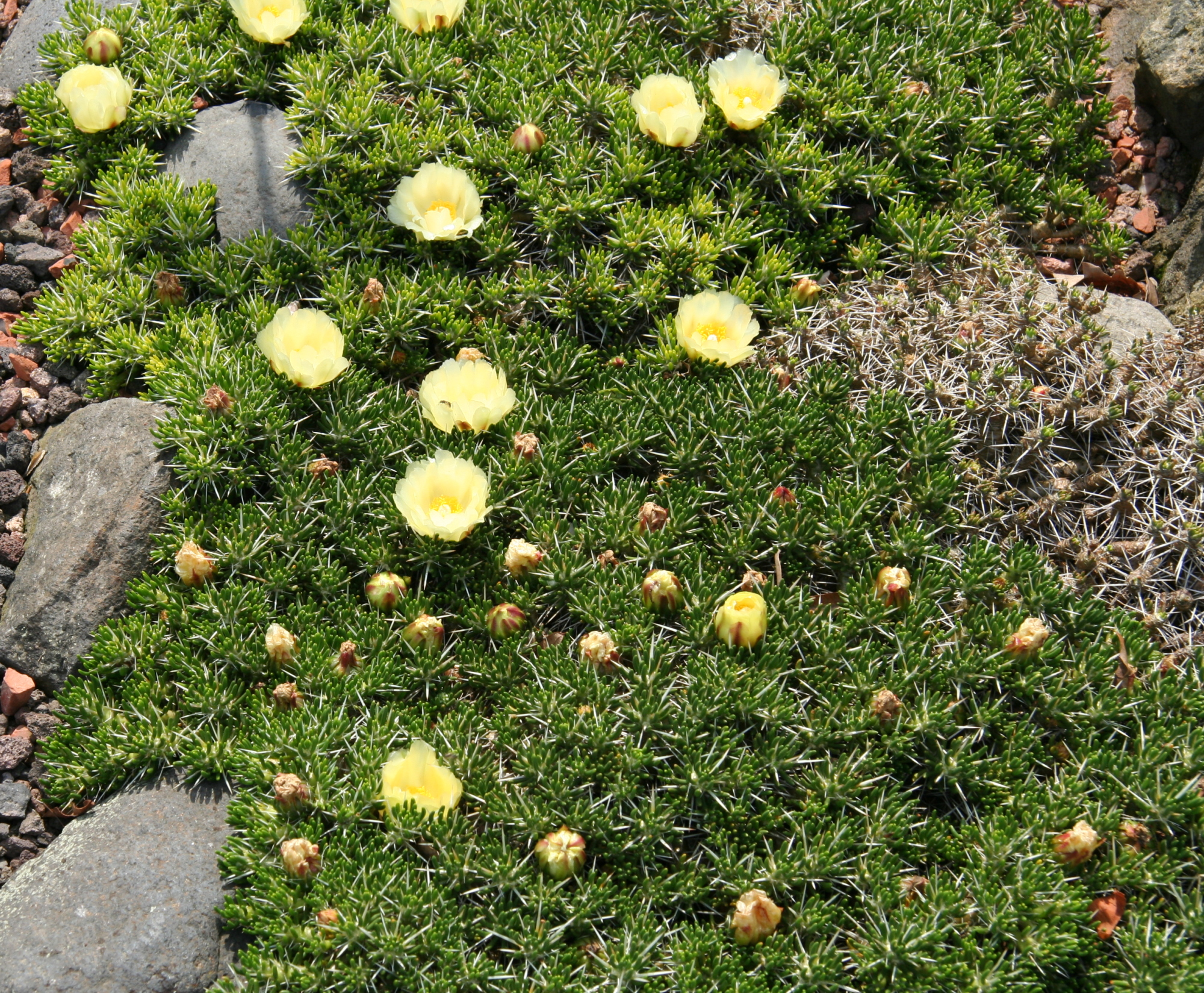
Maihuenia poeppigii

Складається з одного роду, поширеного майже виключно в Патагонії. Рослини схожі зовні на опунцієві, але глохідії відсутні. Як і опунцієві, рослини мають крихітні — до 10 мм — довговічні соковиті — листки конічної форми, сходи дуже нагадують паростки листяних рослин. Незважаючи на явно виражену сукулентність, рослини цієї підродини не мають метаболізму кислот на зразок товстолистих.

### Cactoideae

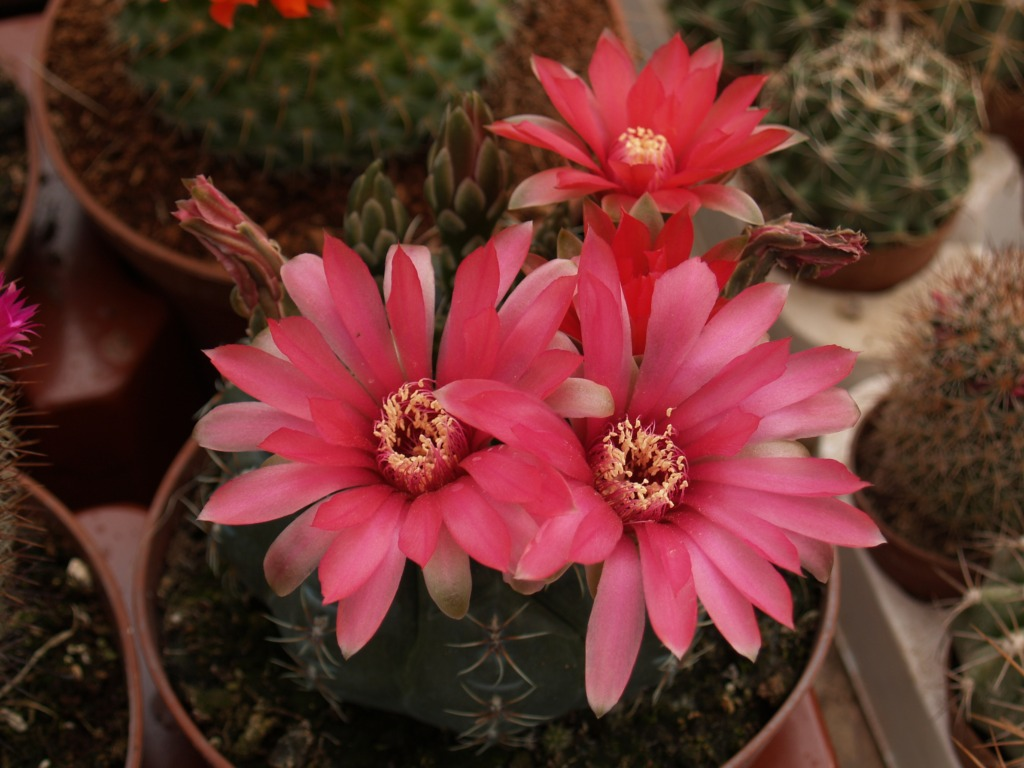
Gymnocalycium baldianum

Поєднує у собі решту родів кактусів. У рослин немає листя в будь-якому вигляді — винятком є рудиментарне листя на квітковій трубці. Також відсутні і глохідії. Сходи мають форму кулясту або циліндричну, з рудиментарними сім'ядолями. У підродину включені як епіфітні рослини із стеблами, що мають форму плоских листів або батогів, так і численні ксерофіти — кулясті, колоноподібні, сланкі, що утворюють дернини.
Кактуси, з огляду на незвичайність зовнішнього вигляду для європейців, привернули увагу ще перших колонізаторів Америки і були завезені до Європи як декоративні рослини вже у XVI столітті.
Першу відому колекцію кактусів зібрав у другій половині XVI ст. аптекар Морган у Лондоні. Надалі популярність цих рослин постійно росла, чому сприяли і біологічні особливості багатьох кактусів — невибагливість до поливу і сухості повітря (останнє суттєво за кімнатної температури), легке вегетативне розмноження. У ботанічних садах різних країн, а також в оранжереях приватних осіб були зібрані значні колекції.

## Систематика кактусів

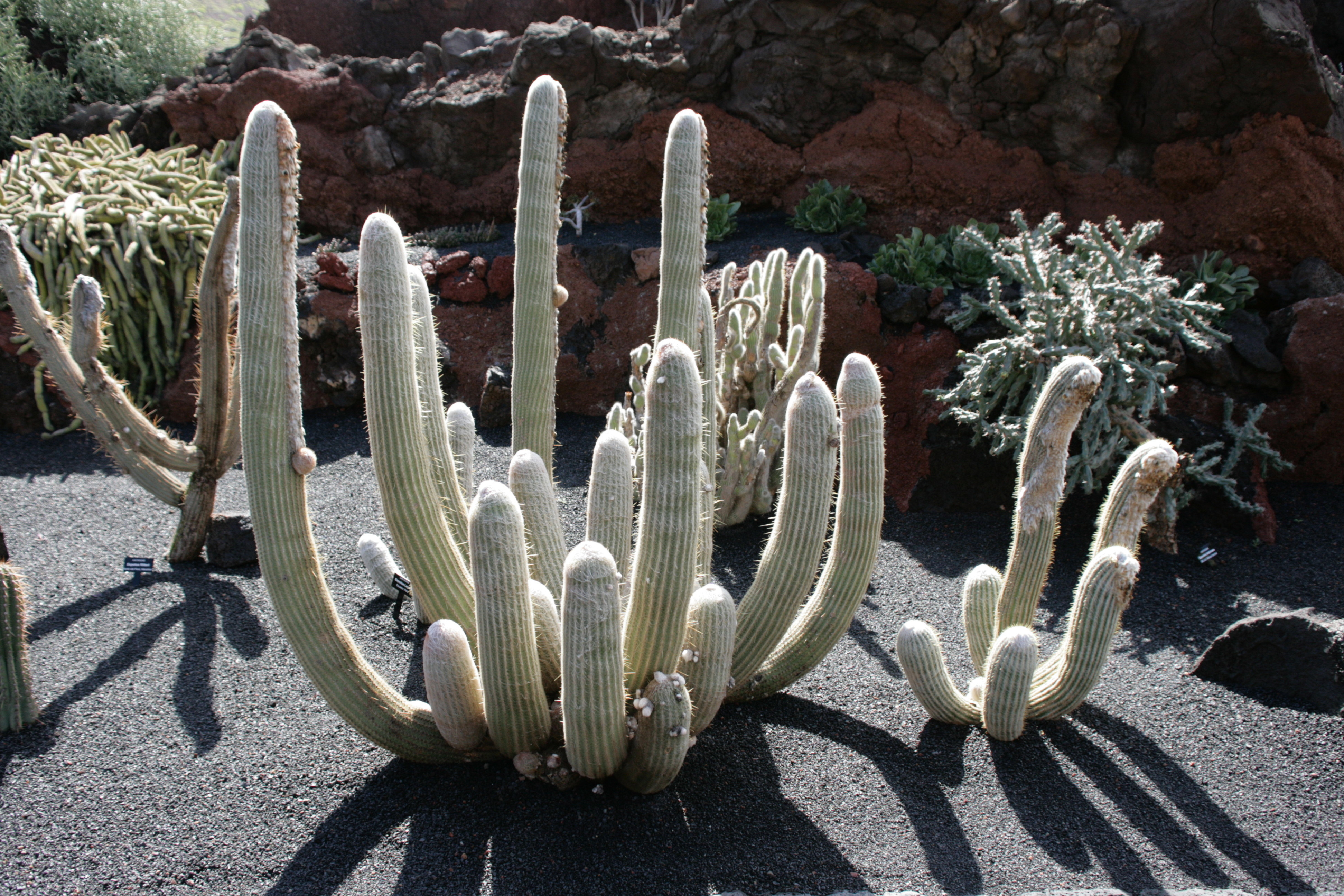
Espostoa melanostele в «Саду кактусів» в Тегісе, Канарські острови, Іспанія

У 1984 році на конгресі IOS (International Organization for Succulent Plant Study) — міжнародної організації з вивчення сукулентних рослин — було прийнято рішення створити робочу групу з вивчення кактусів (Cactaceae Working Party), яка зараз має назву International Cactaceae Systematics Group (міжнародна група із систематики кактусових). До цієї групи увійшли провідні фахівці з морфології та анатомії, експерти з електронної мікроскопії, палінології, каріології та біохімії, а також спеціалісти зі систематики різних груп кактусів. Результатом роботи цього об'єднання стало створення сучасної системи родини кактусових, яка увібрала в себе все найцінніше із попередніх розробок і базується на даних найновіших досліджень.
Родина Cactaceae, згідно з пропозиціями Міжнародної групи із систематики кактусів, охоплює 4 підродини, 125 родів та 1810 видів. Найчисленніший рід — Мамілярія. Найповніший варіант цієї системи викладено у фундаментальній праці Едварда Андерсона «The Cactus Family» (2001).